# Leon Day
Leon Day (Alexandria, 30 ottobre 1916 – Baltimora, 13 marzo 1995) è stato un giocatore di baseball statunitense di ruolo lanciatore nelle Negro League. È stato introdotto nella National Baseball Hall of Fame nel 1995.

## Carriera
Day è noto per avere conclusa una stagione perfetta nel 1937, vincendo 13 partite senza perderne alcuna con i Newark Eagles, e per la sua fastball. Era anche un buon battitore e corridore tra le basi, terminando con una media di .320 nel 1937.

Dal 1935 al 1936 fu convocato per un record di sette All-Star Game delle Negro League, stabilendo un record di strikeout dell'evento con 14. Il 24 luglio 1942 stabilì un record delle NL con 18 strikeout contro Baltimora in una singola gara, incluso Roy Campanella per tre volte. Il suo compagno Monte Irvin disse di Day: 
 "(Day) era bravo come o più di Bob Gibson. Quando lanciava contro Satchel Paige, Satchel non aveva alcun vantaggio. Pensate che Don Newcombe potesse lanciare. Avreste dovuto vedere Day" 
Durante le pausa tra una stagione e l'altra delle Negro League, Day in inverno giocava a Porto Rico. Lì stabilì un record della lega con 19 strikeout.
Durante la seconda guerra mondiale, Day servì nell'Esercito degli Stati Uniti, approdando su Utah Beach nel D-Day. Fu esonerato dal servizio nel febbraio del 1946 e il 5 maggio di quell'anno, nella prima gara della stagione, lanciò un no-hitter contro i Philadelphia Stars.
Nel 1950 lasciò gli Stati Uniti per giocare in Canada, con i Toronto Maple Leafs nella International League nel 1951, per un anno. I due anni successivi giocò nelle minor league, (la maggior parte delle quali stavano diventando integrate), dopo di che fece ritorno in Canada per terminare la carriera. Morì nel marzo 1995, solamente sei giorni dopo avere saputo che sarebbe stato eletto nella Hall of Fame.

## Palmarès
- Negro League All-Star: 7

1935, 1937, 1939, 1942, 1943, 1946